# Gaggio (Ardenno)
Gaggio (Gagg in dialetto valtellinese) è una frazione del comune di Ardenno, in Valtellina, in provincia di Sondrio. È attualmente abitata da 100 persone.

## Geografia fisica
Gaggio si trova a circa 3 km da Ardenno (20 da Sondrio). La stazione ferroviaria più vicina è Ardenno-Masino, a circa 5 km, sulla linea Milano-Lecco-Sondrio-Tirano.

Lo stradario della frazione comprende le seguenti vie: Gaggio, Motta, Ere, Fascendini e S.Giuseppe.

## Luoghi d'interesse
Gaggio è definito "il balcone panoramico sopra Ardenno" per via della sua posizione geografica. Nel paesino, un luogo di particolare interesse culturale e religioso, è il santuario dedicato alla Madonna del Buon Consiglio.